# ريج وايت
ريج وايت (بالإنجليزية: Reg Wyatt)‏ (18 سبتمبر 1932 ببليموث في المملكة المتحدة - 16 نوفمبر 2007 ببليموث في المملكة المتحدة) هو لاعب كرة قدم بريطاني في مركز قلب الدفاع. لعب مع نادي بليموث أرجايل ونادي توركي يونايتد وWadebridge Town F.C. ‏.